# متلا، آنگولا
متلا (به انگلیسی: Matala) شهری در استان هوییلا واقع در کشور آنگولا است که در سال ۲۰۰۹ میلادی ۳۳٬۲۳۱ نفر جمعیت داشته است.